# Bibeltemplet
Bibeltemplet är en svensk, starkt värdekonservativ, kristen webbplats. Webbplatsen är inte knuten till något kristet samfund, utan innehavaren benämner sig fristående kristen.
Webbplatsen är främst känd för att dess innehavare, Leif Liljeström, dömts respektive åtalats och friats för brott som har med hets mot folkgrupp att göra. År 2000 dömdes Liljeström för hets mot folkgrupp för sina kränkande uttalanden om muslimer. 2005 åtalades han för hets mot folkgrupp, eftersom han inte plockat bort ett antal gästinlägg som förespråkade att homosexuella män skall avrättas, från webbplatsens forum. Leif Liljeström fälldes i tingsrätten och hovrätten men frikändes i november 2007 av Sveriges högsta domstol. Webbplatsen slutade uppdateras 2015.
Namnet på webbplatsen förekommer också i filmen Beck – I Guds namn från 2007, då som namn på en extrem kristen organisation med uttalat hat mot homosexuella.